# Randolph (Kansas)
Randolph es una ciudad ubicada en el condado de Riley en el estado estadounidense de Kansas. En el año 2010 tenía una población de 163 habitantes y una densidad poblacional de 271,67 personas por km².

## Geografía
Randolph se encuentra ubicada en las coordenadas 39°25′48″N 96°45′34″O / 39.43000, -96.75944 (39.430054, -96.759559).

## Demografía
Según la Oficina del Censo en 2000 los ingresos medios por hogar en la localidad eran de $21,875 y los ingresos medios por familia eran $50,313. Los hombres tenían unos ingresos medios de $21,563 frente a los $21,458 para las mujeres. La renta per cápita para la localidad era de $13,666. Alrededor del 9.3% de la población estaban por debajo del umbral de pobreza.